# Бродвейський театр

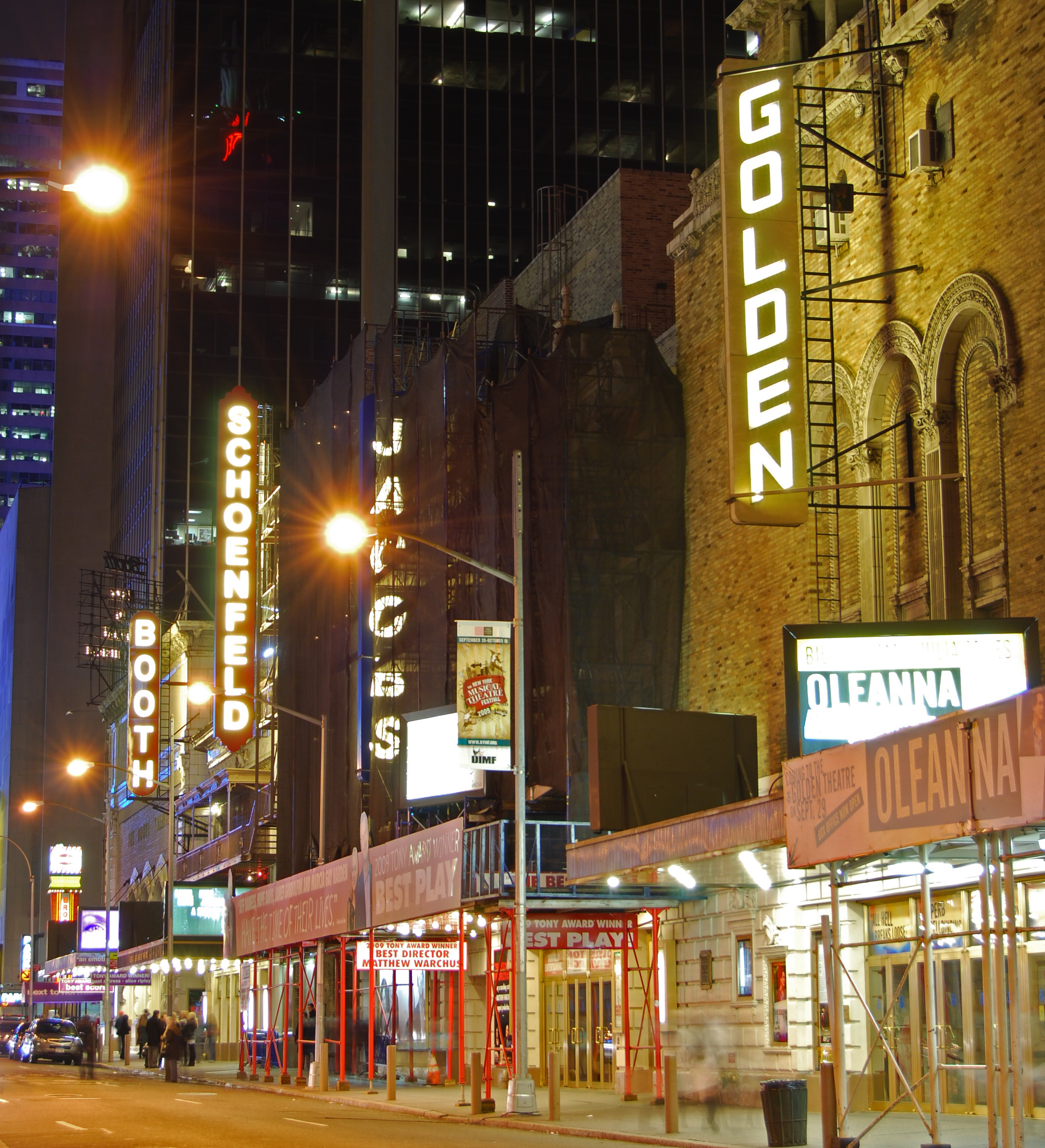
Справа наліво: Театр Джона Голдена, Театр Бернарда Б. Джейкобса, Театр Джеральда Шенфельда та Театр Бут на Західній 45-й вулиці в театральному районі Манхеттена

Бродвейський театр (англ. Broadway theatre) — це особливий вид комерційного театрального мистецтва. Поблизу однойменної вулиці на острові Мангеттен у Нью-Йорку в так званому Театральному кварталі перебувають 39 великих театрів. Бродвей є основою американської театральної культури. Назва «Бродвей» стала прозивною. Спектакль (або шоу) називається «поставленим на Бродвеї», якщо він відбувся в одному з його театрів.
Оскільки в США, на відміну від інших розвинутих країн, відсутня державна програма підтримки театру, вважається, що бродвейські шоу роблять легковажними, щоб залучити більше глядачів. Відвідування вистави на Бродвеї — популярна розвага туристів, які відвідують Нью-Йорк.